# Stichillus japonicus
Stichillus japonicus är en tvåvingeart som först beskrevs av Matsumura 1916.  Stichillus japonicus ingår i släktet Stichillus och familjen puckelflugor. Inga underarter finns listade i Catalogue of Life.